# Ābkhowrag
Ābkhowrag (persiska: Ābkhūr, رضويه آبخورک, Ābkhvorak, Ab Khūrak, آبخورگ, آبخور, رضوی) är en ort i Iran.   Den ligger i provinsen Sydkhorasan, i den nordöstra delen av landet, 500 km öster om huvudstaden Teheran. Ābkhowrag ligger 960 meter över havet och antalet invånare är 202.
Terrängen runt Ābkhowrag är kuperad åt sydost, men åt nordväst är den platt.Runt Ābkhowrag är det mycket glesbefolkat, med 3 invånare per kvadratkilometer. Närmaste större samhälle är Nejātābād, 16,9 km väster om Ābkhowrag. Trakten runt Ābkhowrag är ofruktbar med lite eller ingen växtlighet.